# Mitchell's Fold
Mitchell's Fold (a veces llamado Medgel's Fold o Madges Pinfold) es un crómlech (círculo de piedra) de la Edad del Bronce en el suroeste de Shropshire, Inglaterra. Está ubicado cerca del pequeño pueblo de White Grit en brezales secos en el extremo suroeste de Stapeley Hill en la parroquia civil de Chirbury with Brompton.
El círculo de piedra, un monolito y un mojón comprenden un Monumento Antiguo Programado ; el círculo está bajo la tutela de English Heritage.

## Descripción
Como ocurre con la mayoría de los sitios de este tipo, se desconoce su verdadera historia. El nombre del círculo puede derivar de 'micel' o 'mycel', inglés antiguo para 'grande', refiriéndose al tamaño de este gran círculo.
Sus piedras doleríticas procedían del cercano cerro Stapeley. Muchos de ellos ahora están desaparecidos y otros están caídos. Un ejemplo, informado en la revista pagana White Dragon, es que “Este círculo fue el sitio de vandalismo por parte de un granjero local en el verano de 1995 cuando una excavadora mecánica arrancó varias piedras. Las piedras fueron rápidamente enderezadas y "plantadas" de nuevo y el culpable castigado. El uso antipático continuo por parte de los jóvenes locales y los paganos de la ciudad, como la creación de numerosos pozos de fuego y el abandono de basura y vidrios rotos después de los festivales, no hace nada por la atmósfera de este sitio”.
Aubrey Burl ha declarado en su libro de 2000 A Guide to the Stone Circles of Britain, Ireland and Brittany que "Hubo un reclamo de una piedra central y un informe muy dudoso del siglo XVIII de que 'había una piedra a través de sus dos Portales, como los de Stonehenge, y que la piedra a ochenta yardas de distancia era el altar'", pero que la "probabilidad de un trilito, por lo demás exclusivo de Stonehenge, en Mitchell's Fold, como un reclamo idéntico para Kerzerho en Bretaña, debe considerarse como un rumor". en lugar de la realidad".

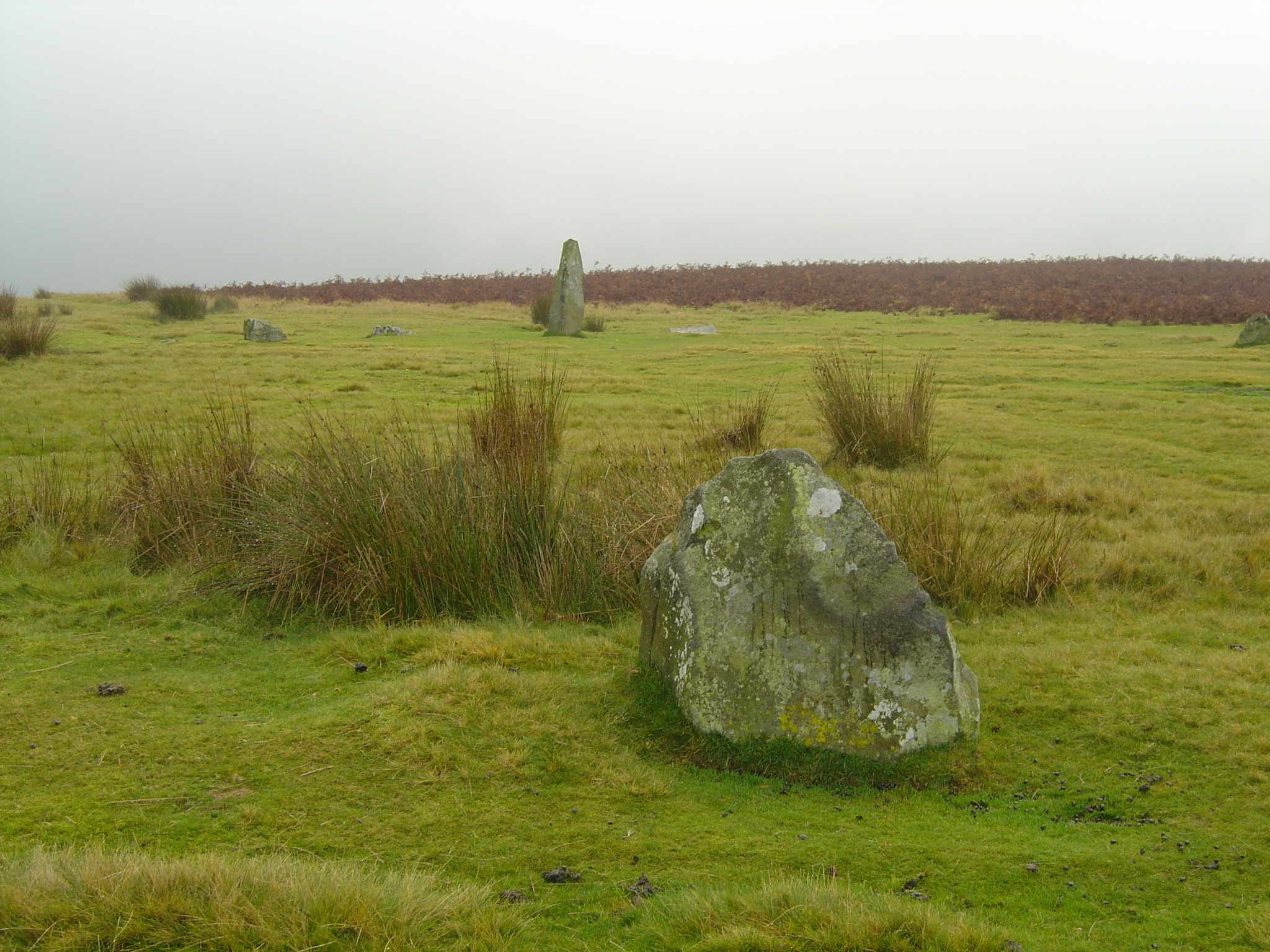
Círculo de piedras de Mitchell's Fold, 30 de octubre de 2004